# Opilio angulatichelis
Opilio angulatichelis is een hooiwagen uit de familie echte hooiwagens (Phalangiidae).